# Myripristis aulacodes
Myripristis aulacodes är en fiskart som beskrevs av Randall och Greenfield, 1996. Myripristis aulacodes ingår i släktet Myripristis och familjen Holocentridae. Inga underarter finns listade i Catalogue of Life.